# フィリーネ・ヴェリアトゥーロ
フィリーネ・ヴェリアトゥーロ（イタリア語: Figline Vegliaturo）は、イタリア共和国カラブリア州コゼンツァ県にある、人口約1,100人の基礎自治体（コムーネ）。

## 地理

### 位置・広がり

#### 隣接コムーネ
隣接するコムーネは以下の通り。
- アプリリアーノ
- チェッララ
- マンゴーネ
- パテルノ・カーラブロ
- ピアーネ・クラーティ